# Ribeira Funda (São Tomé i Príncipe)
Ribeira Funda és una localitat de São Tomé i Príncipe. Es troba al districte de Lembá, al nord-oest de l'illa de São Tomé. La seva població és de 244 (2008 est.). Es troba a la Carretera Nacional 1 (EN1) que comença a la capital São Tomé. Al nord-est hi ha el límit amb el districte de Lobata i al sud-est hi ha Neves.

## Evolució de la població
| 2001 | 2008 |
| 214  | 244  |